# Kulturhaus Abraxas

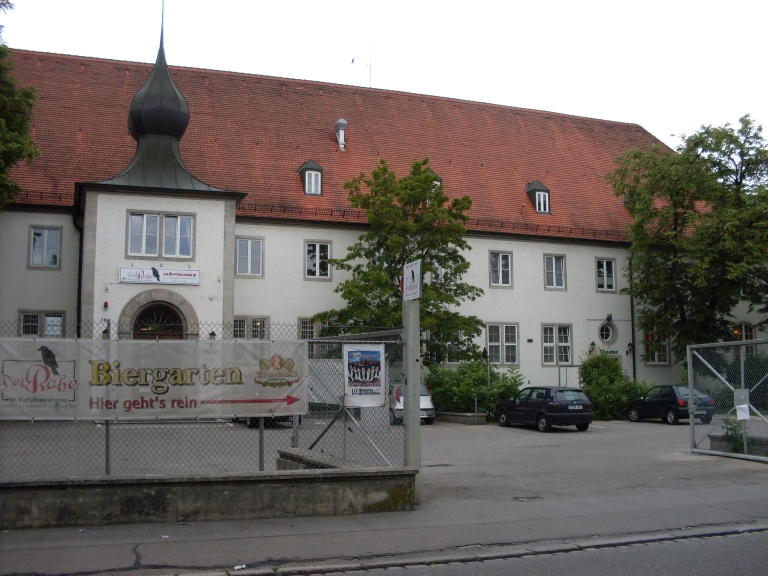
Blick auf das Kulturhaus Abraxas

Das Kulturhaus Abraxas ist eine kulturelle Einrichtung der Stadt Augsburg. Der Name Abraxas steht hierbei als Akronym für atrium, bühne, restaurant, ateliers, experimentelle Musik in augsburg an der sommestraße. 

## Geschichte und Nutzung
Nach dem Rückzug der US-Streitkräfte aus Deutschland übergaben diese 1994 das Areal der Reese-Kaserne an die Bundesvermögensverwaltung. 1995 mietete die Stadt Augsburg auf dem Reese-Gelände das ehemalige Offizierskasino der Somme-Kaserne an, das zuvor von der US Army als Family Recreation Center genutzt worden war, und richtete darin ein Kulturzentrum ein, das ein Theater mit 150 Plätzen, eine Ausstellungshalle, Ateliers, Musik-Übungsräume und ein Restaurant umfasst.
Das Kulturhaus Abraxas hat sich seit Januar 1996 zu einem vielseitigen Veranstaltungsort entwickelt. Es bietet ein breites Spektrum an kulturellen Darbietungen, wobei der Schwerpunkt auf Musik, u. a. Jazz, sowie Theateraufführungen (mit Schwerpunkt Kindertheater) und Ausstellungen liegt. Im März 1997 wurde das Angebot durch ein Märchenzelt auf dem Freigelände erweitert.
Der Bundesverband Bildender Künstlerinnen und Künstler (BBK) Schwaben-Nord & Augsburg e. V. richtete im Februar 1998 seine Geschäftsstelle im Abraxas ein und betrieb dort bis 2023 auch eine Galerie. Darüber hinaus findet seit 2003 jährlich das Festival für Medienkunst, Klangkunst und elektronische Musik, Lab.30, in den Räumlichkeiten statt.
Das Kulturhaus wird seit 2015 von Gerald Fiebig geleitet (Stand 2025).